# Allier (megye)
Allier (IPA: [aˈlje]; okcitánul: Alèir, régi latin neve: Elaver) a 83 eredeti département egyike, amelyeket a francia forradalom alatt 1790. március 4-én hoztak létre.

## Elhelyezkedése
Franciaország középső részén helyezkedik el, Auvergne-Rhône-Alpes régió része. Északra Cher és Nièvre, keletre Saône-et-Loire és Loire, délre Puy-de-Dôme, nyugatra Creuse megyékkel szomszédos.

## Települések
A megye legnagyobb városai a 2011-es népszámlálás alapján:
| Település                 | Népesség |
| ------------------------- | -------- |
| Montluçon                 | 38 402   |
| Vichy                     | 24 774   |
| Moulins                   | 19 094   |
| Cusset                    | 13 370   |
| Yzeure                    | 13 074   |
| Domérat                   | 8 990    |
| Bellerive-sur-Allier      | 8 546    |
| Commentry                 | 6 651    |
| Gannat                    | 5 806    |
| Saint-Pourçain-sur-Sioule | 4 987    |

## Galéria

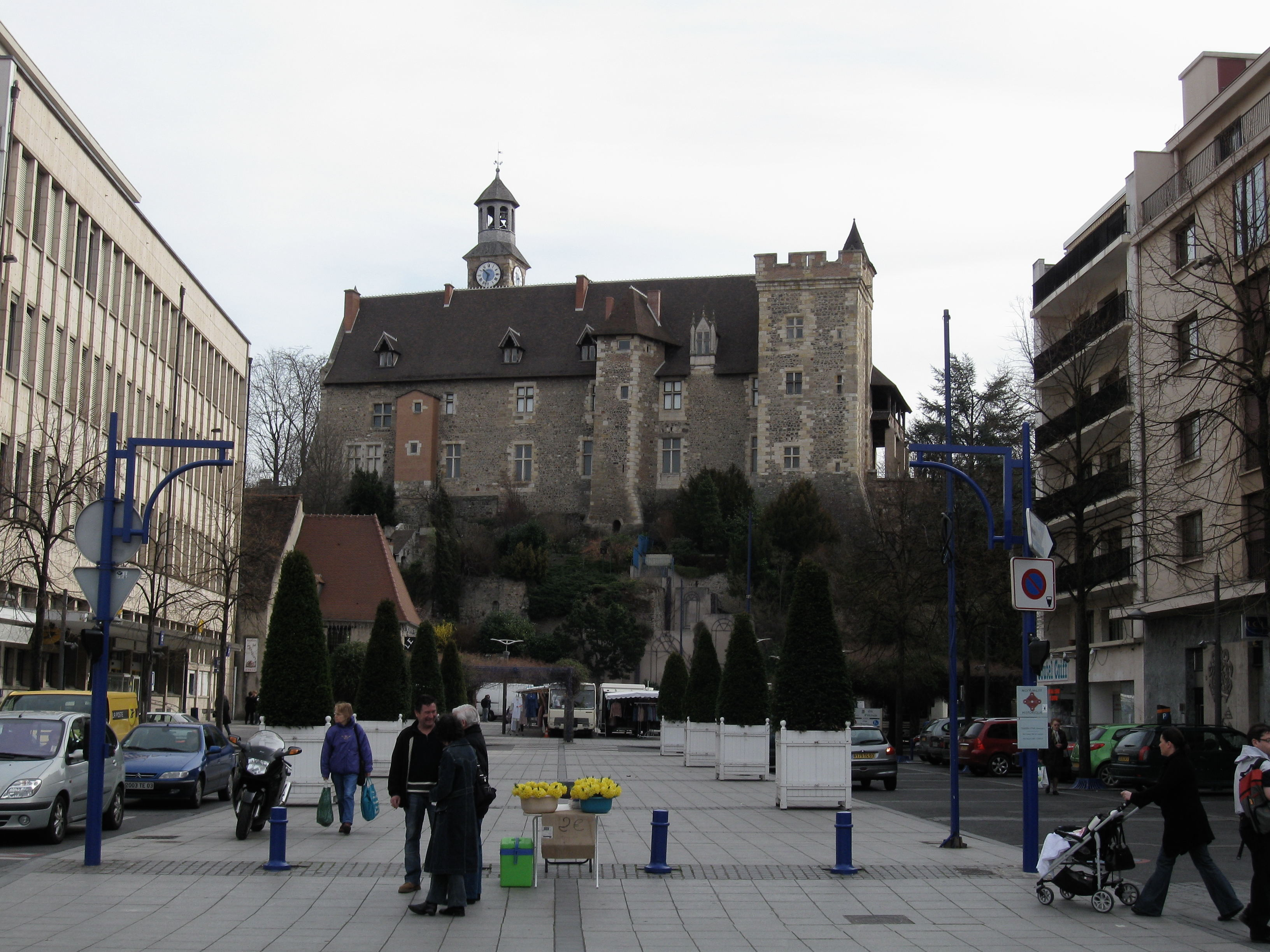
Montluçon
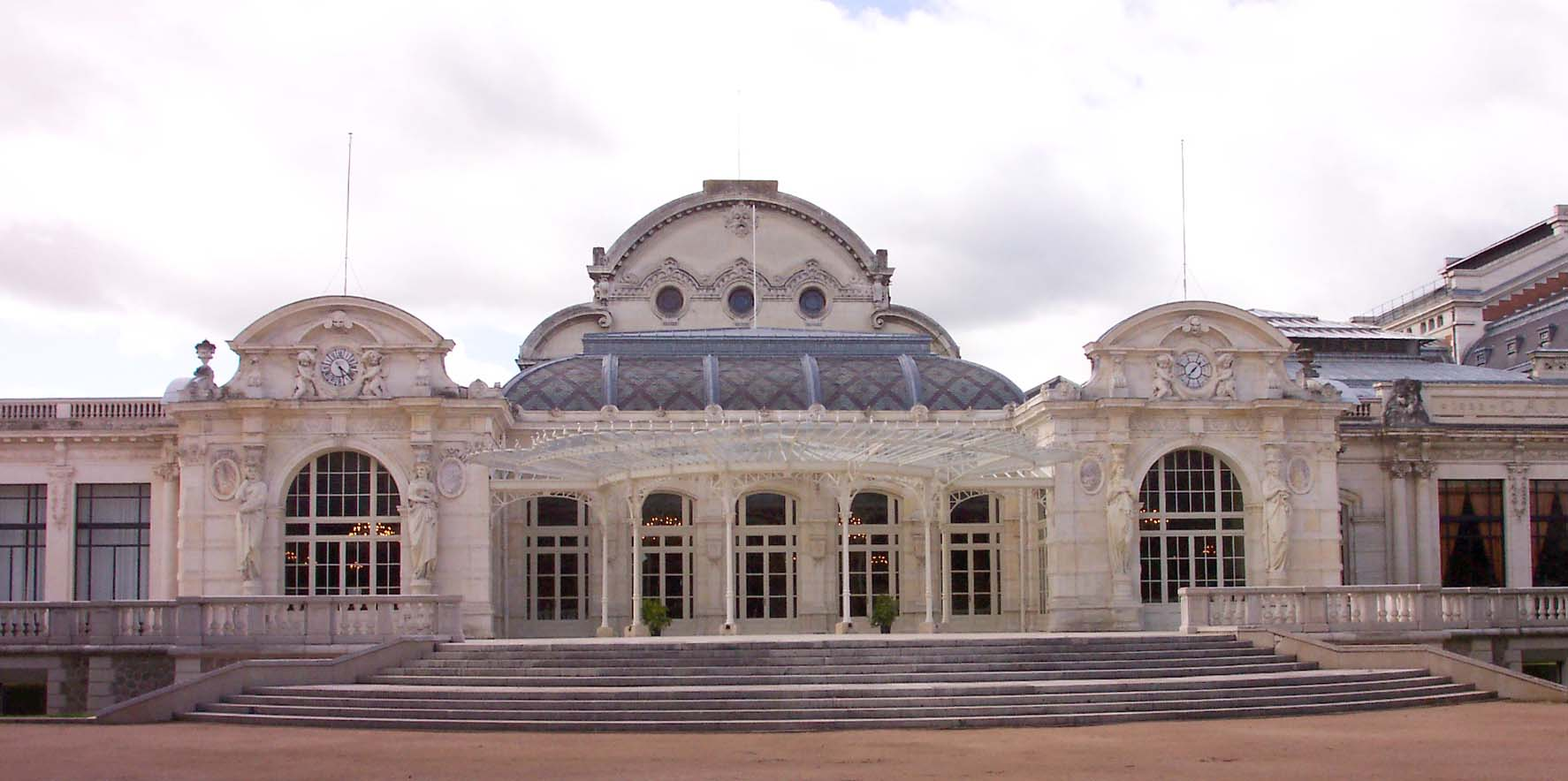
Vichy
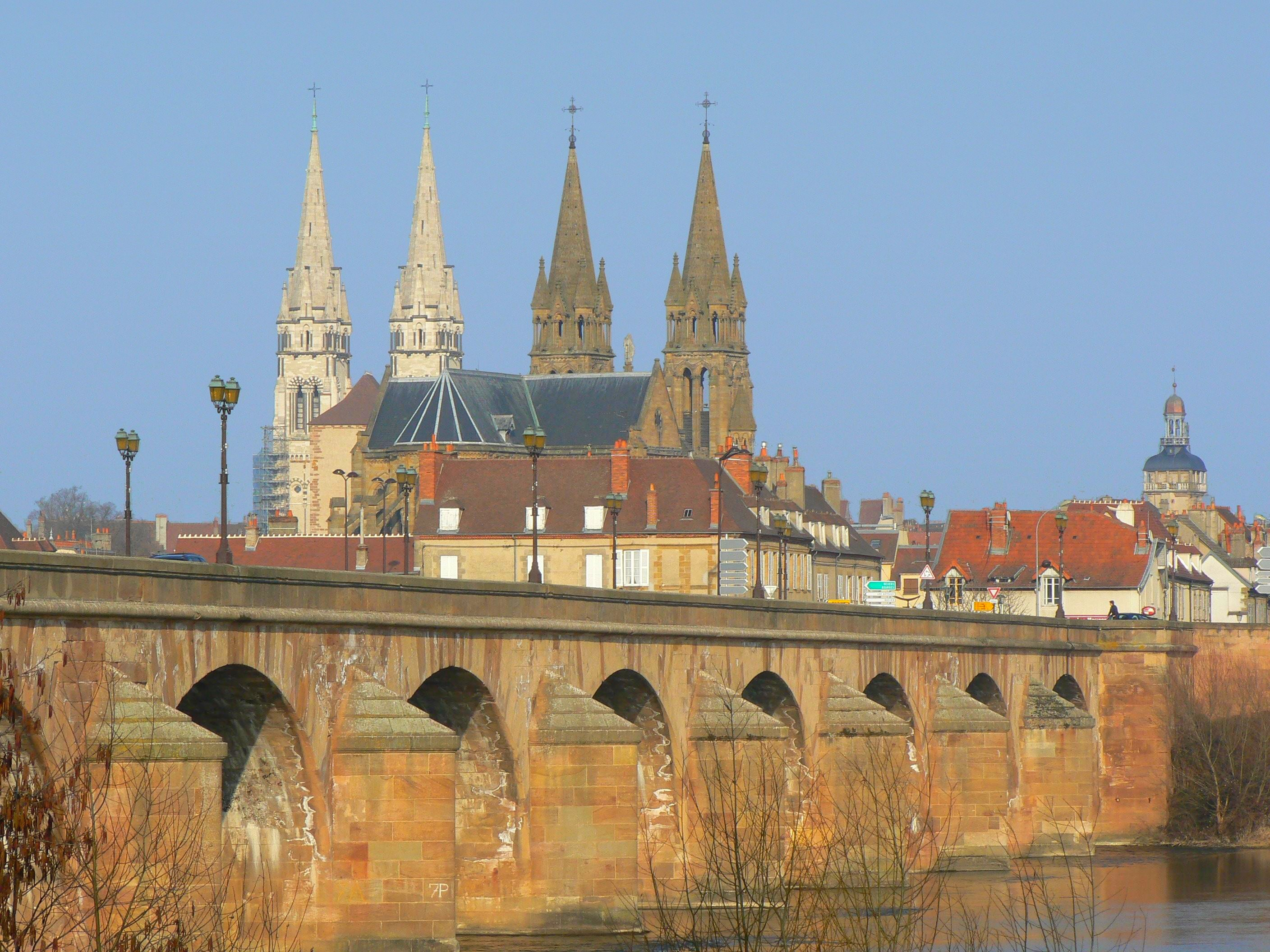
Moulins
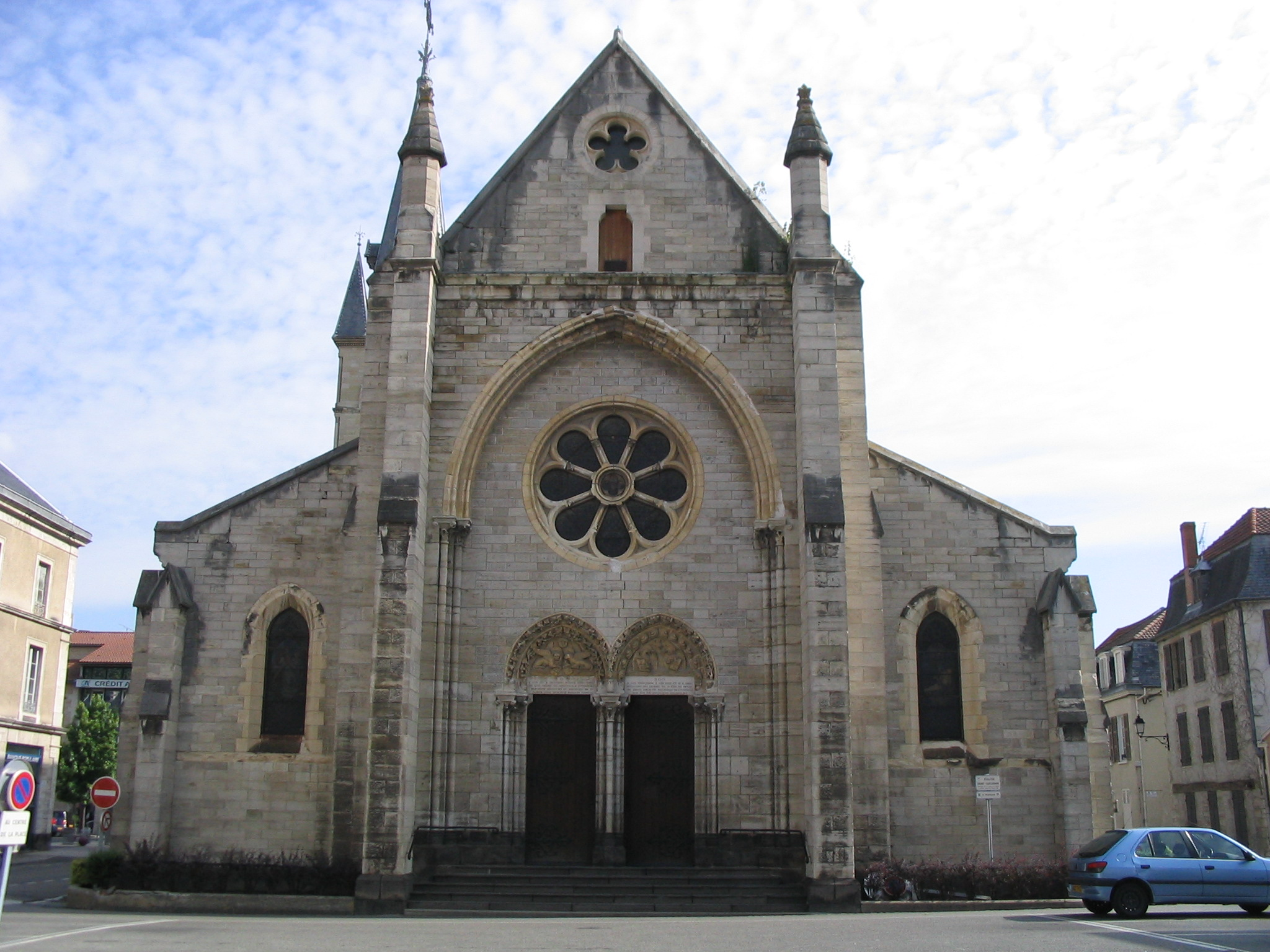
Cusset